# Tupolev Tu-82
Le Tupolev Tu-82 était un bombardier expérimental soviétique à voilure en flèche des années 1940. C’était le premier bombardier à réaction soviétique avec des ailes en flèche.

## Conception et développement
Semblable au Tupolev Tu-14 précédent, le Tu-82 a été conçu pour étudier l’utilisation des ailes en flèche. Propulsé par deux moteurs Klimov VK-1, le Tu-82 vola pour la première fois en février 1949. Il atteignit une vitesse de pointe de 934 km/h et un plafond de 14 000 m. Tupolev prévoyait une version de combat plus grande sous le nom de Tu-86, mais elle ne fut pas construite.